# Survivor: Kaôh Rōng
Survivor: Kaôh Rōng  foi a trigésima-segunda temporada do reality show americano Survivor e, assim como Survivor: Cagayan, a temporada apresentou jogadores inicialmente divididos em três tribos de seis, cada uma baseada em um atributo dominante do competidor: força, inteligência ou beleza. A competição foi filmada em Koh Rong, Camboja entre março e maio de 2015 e sendo transmitida entre 17 de fevereiro e 18 maio de 2016, ocasião na qual Michele Fitzgerald foi nomeada a grande vencedora da competição, tendo derrotado Aubry Bracco e Tai Trang na final do programa por 5-2-0 votos.
Apesar de ser a 32ª temporada a ser transmitida, Kaôh Rōng foi a 31ª a ser gravada, sendo filmada antes de Survivor: Cambodia, que foi apresentada antes; ambas as temporadas foram gravadas na mesma localidade, uma após a outra.  Como em todas as temporadas de Survivor: Fiji em diante, essa também contou com os tradicionais Ídolos de Imunidade que poderiam ser usados antes da revelação dos votos, entretanto, uma nova dinâmica no uso destes artefatos foi acrescentada nessa temporada: dois Ídolos de Imunidade poderiam ser combinados, formando um "super ídolo” que poderia ser usado após a revelação de todos os votos. Apesar do conceito de combinação de dois ídolos ser algo novo, o uso de ídolos de imunidade após a revelação de todos os votos já foi empregada em temporadas anteriores, como Survivor: Panama, Survivor: Cook Islands e Survivor: Cagayan. Outra novidade introduzida no programa foi a poder de retirar um membro do júri, impedindo-o de votar por um vencedor, essa vantagem foi concedida ao finalista que venceu o último desafio de imunidade da temporada.

## Participantes
- Alecia Holden - 24 anos -  Dallas, Texas
- Anna Khait - 26 anos - Brigantine, Nova Jérsei
- Aubry Bracco - 29 anos - Freehold, Nova Jérsei
- Caleb Reynolds - 28 anos -  Hopkinsville, Kentucky
- Cydney Gillon - 23 anos -  Douglasville, Geórgia
- Darnell Hamilton - 27 anos - Calumet City, Illinois
- Debbie Wanner - 49 anos -  Reading, Pensilvânia
- Elisabeth "Liz" Markham - 29 anos - Nova Iorque, Nova Iorque
- Jennifer Lanzetti - 38 anos - Salt Lake City, Utah
- Joseph "Joe" Del Campo- 72 anos - Vero Beach, Flórida
- Julia Sokolowski - 19 anos - Weston, Massachusetts
- Kyle Jason - 31 anos - Roseville, Michigan
- Michele Fitzgerald - 24 anos - Hampton Falls, New Hampshire
- Neal Gottlieb - 38 anos - Sausalito, Califórnia
- Nick Maiorano - 30 anos -  Redondo Beach, Califórnia
- Peter Baggenstos - 34 anos -  Minnetonka, Minnesota
- Scot Pollard - 40 anos - Carmel, Indiana
- Tai Trang - 51 anos - São Francisco, Califórnia

## Episódios
| 01 | I'm a Mental Giant                | Darnell                | 8,30 | 17 de fevereiro de 2016 |  |  |
|    |                                   |                        |      |                         |  |  |
| 02 | Kindergarten Camp                 | Jennifer               | 8,39 | 24 de fevereiro de 2016 |  |  |
|    |                                   |                        |      |                         |  |  |
| 03 | The Circle of Life                | Liz                    | 9,24 | 2 de março de 2016      |  |  |
|    |                                   |                        |      |                         |  |  |
| 04 | Signed, Sealed and Delivered      | Alecia                 | 9,26 | 9 de março de 2016      |  |  |
|    |                                   |                        |      |                         |  |  |
| 05 | The Devils We Know                | Anna                   | 9,50 | 16 de março de 2016     |  |  |
|    |                                   |                        |      |                         |  |  |
| 06 | Play or Go Home                   | Peter                  | 9,31 | 23 de março de 2016     |  |  |
|    |                                   |                        |      |                         |  |  |
| 07 | It's Merge Time                   | Neal                   | 9,16 | 30 de março de 2016     |  |  |
|    |                                   |                        |      |                         |  |  |
| 08 | The Jocks vs. the Pretty People   | Nick                   | 8,98 | 6 de abril de 2016      |  |  |
|    |                                   |                        |      |                         |  |  |
| 09 | It's Psychological Warfare        | Debbie                 | 8,39 | 13 de abril de 2016     |  |  |
|    |                                   |                        |      |                         |  |  |
| 10 | I'm Not Here to Make Good Friends | Scot                   | 9,27 | 20 de abril de 2016     |  |  |
|    |                                   |                        |      |                         |  |  |
| 11 | It’s a ‘Me’ Game, Not a ‘We’ Game | Julia                  | 9,47 | 27 de abril de 2016     |  |  |
|    |                                   |                        |      |                         |  |  |
| 12 | Now’s the Time to Start Scheming  | Jason                  | 9,48 | 4 de maio de 2016       |  |  |
|    |                                   |                        |      |                         |  |  |
| 13 | With Me or Not With Me            | Joe (evacuação médica) | 9,51 | 11 de maio de 2016      |  |  |
|    |                                   |                        |      |                         |  |  |
| 14 | Not Going Down Without a Fight    | Cidney                 | 9,54 | 18 de maio de 2016      |  |  |
|    |                                   |                        |      |                         |  |  |
| -  | The Reunion (A Reunião)           | Michele1 Aubry1 Tai1   | 6,49 | 16 de dezembro de 2015  |  |  |
|    |                                   |                        |      |                         |  |  |

↑1 O nome grafado em vermelho indica que o competidor foi o vencedor da temporada e, portanto, não foi eliminado. Os nomes grafados em verde  indicam que os competidores foram, respectivamente, o segundo e terceiro colocados e, portanto, não foram eliminados.

## Participantes que retornaram em futuras temporadas
1. 1 2  Ross, Dalton (16 de dezembro de 2015). «'Survivor: Kaoh Rong': Jeff Probst gives intel on next season». Entertainment Weekly. Consultado em 10 de janeiro de 2017
2. ↑  Pissey, Hay (26 de fevereiro de 2015). «TV's 'Survivor' to Film on Koh Rong». The Cambodia Daily. Consultado em 10 de janeiro de 2017
3. ↑  Hibberd, James (30 de novembro de 2015). «CBS midseason dates: Here's when 'Survivor' returns». Entertainment Weekly. Consultado em 10 de janeiro de 2017
4. ↑  Ross, Dalton (11 de janeiro de 2016). «Survivor: Jeff Probst reveals latest twist: a new 'super idol'». Entertainment Weekly. Consultado em 10 de janeiro de 2017

Na 34ª temporada de Survivor: Game Changers tivemos o retorno de Aubry Bracco, Tai Trang e Debbie Wanner.

Na 40ª temporada, tivemos o retorno de Michele Fitzgerald na qual apenas vencedores da franquia retornaram.

## Ligações Externas
- «Página oficial do Survivor» (em inglês). pela CBS